# Proof (álbum de BTS)
Proof é o primeiro álbum antológico lançado pelo grupo masculino sul-coreano BTS, em 10 de junho de 2022 pela gravadora Big Hit Music. O primeiro single do álbum, "Yet to Come (The Most Beautiful Moment)", foi lançado no mesmo dia. O projeto de três discos comemora os nove anos de carreira do grupo e conta com as principais canções de sua discografia desde a sua estreia em 2013, além de cinco canções inéditas. A edição física acompanha três discos, sendo o terceiro disco composto por versões demos de músicas lançadas pela banda durante a carreira.
O álbum vendeu mais de 2 milhões de cópias em todo o mundo em seu dia de lançamento e liderou as paradas em 18 territórios, incluindo Austrália, Alemanha, Japão, Coreia do Sul, Reino Unido e Estados Unidos.

## História e Lançamento
No final do último concerto do BTS Permission to Dance on Stage no Allegiant Stadium em 16 de abril de 2022, um vídeo com trechos de videoclipes de eras anteriores da discografia da banda foi exibido. O clipe terminou com a frase "We are bulletproof" e com a data 10.06.2022.  No dia seguinte, 17 de abril, a Big Hit Music confirmou o lançamento de um álbum para o dia 10 de junho. O título e novos detalhes seriam revelados em um futuro próximo. O título do álbum, Proof, foi revelado em um trailer que estreou no YouTube em 4 de maio. O período de pré-venda começou no mesmo dia através do Weverse Shop. Em uma publicação no Weverse e também no Twitter, foi revelado que o álbum de três discos contará com faixas dos últimos nove anos do grupo, incluindo três faixas inéditas. A coleção contará com duas edições: "Standard" e "Compact". A programação completa para o lançamento do álbum foi publicada em 5 de maio. O single principal "Yet to Come (The Most Beautiful Moment)" e seu videoclipe que acompanha o álbum foram lançados no mesmo dia que o álbum em 10 de junho.
A lista das faixas do primeiro disco do álbum foi revelada em 9 de maio. O disco conta com 19 faixas que contempla todos os singles principais do BTS desde "No More Dream" (2013) a "Butter" (2021), bem como o novo single "Yet to Come (The Most Beautiful Moment)". Uma versão remasterizada da música "Born Singer" de 2013 da banda também está incluída. Inicialmente, a faixa foi lançada gratuitamente pela banda logo após a sua estreia, a canção é um cover de "Born Sinner", do rapper americano J. Cole, de seu álbum de mesmo nome e não havia sido incluída em nenhum dos álbuns da banda.

## Recepção da crítica
| Críticas do álbum     | Críticas do álbum    |
| Pontuações agregadas  | Pontuações agregadas |
| Fonte                 | Avaliação            |
| --------------------- | -------------------- |
| Metacritic            | 89/100               |
| Avaliações da crítica |                      |
| Fonte                 | Avaliação            |
| Rolling Stone         | 4 de 5 estrelas.     |
| AllMusic              | 4.5 de 5 estrelas.   |
| Clash of Music        | 7/10                 |
| Consequence of Sound  | A-                   |

Proof recebeu uma pontuação média de 89 no agregador de notas Metacritic com base em quatro avaliações, indicando "aclamação universal". Natalie Morin, da Rolling Stone, elogiou o álbum, descrevendo seu primeiro single como "uma mistura do BTS do pop cintilante e do hip-hop à moda antiga que oferece uma promessa esperançosa de um futuro ainda mais brilhante".

## Recepção comercial
Em seu lançamento, Proof vendeu mais de dois milhões de cópias em todo o mundo. De acordo com a Oricon, Proof vendeu 514 mil cópias no Japão durante o período de 13 a 19 de junho, registrando as maiores vendas da primeira semana no Oricon Albums Chart semanal de 2022 e alcançando a quinta maior venda da primeira semana de todos os tempos na história das paradas de Oricon, depois de #1's (1998) de Mariah Carrey, Boa's Valenti (2003), BTS, the Best (2021) e Map of the Soul: 7 – The Journey (2020). O álbum é o décimo do grupo a estrear em primeiro lugar no Japão, e estendeu seu registro como o artista estrangeiro com o maior número de álbuns na história das paradas de Oricon.
No Estados Unidos, o álbum estreou no topo da parada Billboard 200 com 314 mil unidades equivalentes ao álbum, incluindo 266 mil vendas puras, se tornando a maior semana de estreia de um grupo e a segunda maior para um álbum lançado nos EUA em 2022 na época, tanto em unidades quanto em vendas tradicionais de álbuns. Mais tarde, Renaissance de Beyoncé conquistou o segundo maior recorde da semana de abertura, com 332 mil unidades globais em agosto. O álbum é o sexto número um consecutivo do BTS nos EUA. O primeiro single, "Yet to Come (The Most Beautiful Moment)" estreou em 13ª posição na Billboard Hot 100 e "Run BTS", outra música do mesmo álbum, estreou em número 73.